# Martín Varini
Martín Varini Dizioli (Montevidéu 2 de agosto de 1991) é um treinador e ex-futebolista uruguaio que atuava como zagueiro. Atualmente está sem clube.

## Carreira

### Como jogador
Nascido em Montevidéu, Varini ingressou nas categorias de base do Defensor Sporting em 2004, aos 13 anos. Promovido ao time titular em 2011, no ano seguinte participou da Copa Libertadores da América Sub-20, tendo atuado na final contra o River Plate.
Varini mudou-se para a Itália em 2013 para ingressar na equipe do Varese, mas a transferência acabou não se concretizando. Ao retornar, aposentou-se com apenas 22 anos.

### Como treinador
Após trabalhar como auxiliar de Paulo Pezzolano no Cruzeiro e no Valladolid, Varini assumiu a equipe principal do Defensor Sporting em 2024, mas deixou o clube em julho, sendo contratado pelo Athletico Paranaense.

## Títulos

### Como treinador
Defensor Sporting
- Copa do Uruguai: 2023[5]